# Abel Valenzuela
Abel Valenzuela Salas fue un futbolista español nacido en Fuengirola (Provincia de Málaga) y jugaba en la posición de defensa central.

## Trayectoria
Criado en la cantera del Málaga C.F. formó parte de la mejor generación de la cantera malagueña (Manolo Gaspar, Mario o Juanito) consiguiendo llevar al At. Malagueño desde 3.ª División hasta 2.ª División. Llegó a ir convocado con el 1 equipo en 1º División en Tenerife, y además asiduamente a entrenamientos y  partidos amistosos, incluso consiguió gol contra el Shartak Donest y era de los más destacados. Y hasta hoy ha sido considerado de los mejores centrales que pasaron por la cantera Malaguista.
Tras disputar a buen nivel la temporada 2003-2004 en su debut en la categoría de plata y desechar las oferta de renovación del Málaga C.F y equipos como Elche Xerez y Numancia, fichó por el Olympique de Marsella (Ligue 1), donde ya jugaba su excompañero Koke. Finalmente decidió abandonar el equipo, Abel fue fichado por el Deportivo Alavés (2.ª), que aspiraba a conseguir el ascenso. A nivel colectivo la temporada fue exitoso tras conseguir el ascenso a 1.ª División.
En la temporada 2005-2006 salió del Glorioso para fichar por la U.D. Salamanca (2.ªB) que acababa de descender. Formando pareja junto a su excompañero en la cantera malacitana Mario consiguió el ascenso. 
Apartado del equipo al terminar la temporada tras entrenar apartado del equipo durante 5 meses en el mercado de invierno salió cedido al F.C. Cartagena (2.ªB), pero cinco días después dejó el equipo cartagenero. Finalmente, terminó la temporada en el C.D. Guijuelo (2.ªB).
En su regreso a la disciplina de la U.D. Salamanca las lesiones le dieron minutos con el entrenador Juan Ignacio Martínez, pero desapareció del equipo por una operación de tobillo que lo mantuvo alejado de los terreno de juegos.
En la temporada 2008-2009 dejó la disciplina charra e inició un periplo de dos años en 2.ªB, primero en el Benidorm C.F. y después en el Moratalla C.F..
Tras descender con los murcianos a 3.ª División, fichó por la S. D. Ejea (3.ª) que acaba de ser campeona de su grupo la temporada anterior. Finalizada su etapa en la 3.ª aragonesa regresó a Málaga para fichar por la Unión Estepona C.F. (3.ª), donde disputó dos temporadas y media.
Tras disputar la segunda mitad de la temporada 2013-2014 en las filas del Ath.C. Fuengirola (Primera División Andaluza) fichó por el Alhaurín de la Torre C.F. (3.ª). Terminada la temporada 2015-2016 se retiró.

## Clubes
| Club                      | País              | Año                  |
| ------------------------- | ----------------- | -------------------- |
| At. Malagueño             | Bandera de España | 2001-04              |
| Deportivo Alavés          | Bandera de España | 2004-05              |
| U.D. Salamanca            | Bandera de España | 2005-08              |
| C.D. Guijuelo (Cedido)    | Bandera de España | 2006-07 (2.ª vuelta) |
| Benidorm C.F.             | Bandera de España | 2008–09              |
| Moratalla C.F.            | Bandera de España | 2009–10              |
| S. D. Ejea                | Bandera de España | 2010-11              |
| Unión Estepona C.F.       | Bandera de España | 2011-13              |
| Ath.C. Fuengirola         | Bandera de España | 2013-14 (2.ª Vuelta) |
| Alhaurín de la Torre C.F. | Bandera de España | 2014-16              |

## Vida posterior
Abel una vez retirado del fútbol se ha invilucrado en el realzamiento de la asociación de exjugadores del Málaga C.F., Málaga C.F. Forever.
Actualmente es entrenador de fútbol base en la UD Fuengirola Los Boliches.